# Éric Blais
Pour les articles homonymes, voir Blais.
Éric Blais (né le 19 décembre 1972 à Briançon, dans le département des Hautes-Alpes) est un joueur professionnel français de hockey sur glace devenu entraîneur. Il évoluait au poste d'ailier.

## Biographie

### Carrière de joueur
Il commence sa carrière en 1989 chez le HC Briançon. Après avoir évolué dans diverses formations de l'élite française, il est de retour sous les couleurs des Diables Rouges de Briançon en 2000. En 2004-2005, l'entraîneur Luciano Basile l'aligne en première ligne avec le centre Martin Filip et Edo Terglav. Les diables rouges échouent en finale de la Coupe de France contre les Dragons de Rouen. Malgré un break durant la saison 2005-2006, il fait son retour au jeu un an plus tard. Il met finalement un terme à sa carrière à la fin de la saison 2006-2007, notamment à cause de problème au genou. Il a été capitaine de l'équipe pendant de nombreuses saisons.

### Carrière internationale
Il a représenté la France aux mondiaux juniors en 1992.

### Carrière d'entraîneur
De 2007 à 2011, il s'occupe du hockey mineur aux diables rouges de Briançon. Les poussins ont été champions de la ligue Rhône-Alpes-Provence-Côte d'Azur en 2006. De 2011 à 2014, il entraîne les équipes de jeunes du HC La Chaux-de-Fonds. En 2014, il devient entraîneur-adjoint de Luciano Basile à Gap et entraîneur du hockey mineur. En 2019, il succède à Basile comme entraîneur des Rapaces. Il remporte le Trophée Camil-Gélinas en 2023. 
En 2023, il est nommé entraîneur de l'équipe de France junior. Lors du championnat du monde junior 2024, la France se classe deuxième de la division 1, groupe A.
Le 27 janvier 2024, il est démis de ses fonctions d'entraîneur des rapaces de Gap et est remplacé par Sébastien Oprandi.

## Statistiques

### En club
| Saison    | Équipe           | Ligue        |    | Saison régulière | Saison régulière | Saison régulière | Saison régulière | Saison régulière |   | Séries éliminatoires | Séries éliminatoires | Séries éliminatoires | Séries éliminatoires | Séries éliminatoires |
| Saison    | Équipe           | Ligue        | PJ | B                | A                | Pts              | Pun              | PJ               | B | A                    | Pts                  | Pun                  |                      |                      |
| 1989-1990 | Briançon         | Ligue Magnus | 14 | 0                | 0                | 0                | 10               |                  |   |                      |                      |                      |                      |                      |
| 1990-1991 | Gap              | Division 1   | 10 | 5                | 0                | 5                | 2                |                  |   |                      |                      |                      |                      |                      |
| 1991-1992 | Gap              | Division 1   | 21 | 17               | 5                | 22               | 20               |                  |   |                      |                      |                      |                      |                      |
| 1992-1993 | SC Saint-Gervais | Division 1   | 23 | 17               | 16               | 33               | 28               |                  |   |                      |                      |                      |                      |                      |
| 1993-1994 | Amiens           | Ligue Magnus | 19 | 12               | 6                | 18               | 64               | 12               | 3 | 4                    | 7                    | 16                   |                      |                      |
| 1994-1995 | Grenoble         | Ligue Magnus | 27 | 0                | 4                | 4                | 28               | 7                | 2 | 0                    | 2                    | 18                   |                      |                      |
| 1995-1996 | Grenoble         | Ligue Magnus | 27 | 8                | 13               | 21               | 14               | 7                | 3 | 2                    | 5                    | 2                    |                      |                      |
| 1996-1997 | Grenoble         | Ligue Magnus | 31 | 9                | 8                | 17               | 56               | 11               | 2 | 0                    | 2                    | 0                    |                      |                      |
| 1997-1998 | Chamonix         | Ligue Magnus | 39 | 20               | 17               | 37               | 26               |                  |   |                      |                      |                      |                      |                      |
| 1998-1999 | Chamonix         | Ligue Magnus | 22 | 6                | 6                | 12               | 12               |                  |   |                      |                      |                      |                      |                      |
| 1999-2000 | Chamonix HC      | Ligue Magnus |    | 6                | 4                | 10               |                  |                  |   |                      |                      |                      |                      |                      |
| 2000-2001 | Briançon         | Division 1   | 26 | 15               | 11               | 26               | 48               |                  |   |                      |                      |                      |                      |                      |
| 2001-2002 | Briançon         | Division 1   |    | 18               | 12               | 30               |                  |                  |   |                      |                      |                      |                      |                      |
| 2002-2003 | Briançon         | Ligue Magnus | 20 | 8                | 8                | 16               | 50               |                  |   |                      |                      |                      |                      |                      |
| 2003-2004 | Briançon         | Ligue Magnus | 20 | 13               | 5                | 18               | 36               | 4                | 1 | 3                    | 4                    | 2                    |                      |                      |
| 2004-2005 | Briançon         | Ligue Magnus | 27 | 9                | 11               | 20               | 50               | 4                | 0 | 0                    | 0                    | 10                   |                      |                      |
| 2006-2007 | Briançon         | Ligue Magnus | 18 | 6                | 5                | 11               | 20               | 5                | 1 | 0                    | 0                    | 10                   |                      |                      |

### En équipe nationale
| Année | Compétition                 |   | PJ | B | A | Pts | Pun | +/-                         |  | Résultat |
| 1992  | Championnat du monde junior | 7 | 2  | 1 | 3 | 2   |     | Quatrième place du groupe B |  |          |